# 500-km-Rennen von Zeltweg 1966

Flugplatzkurs Zeltweg

Das 500-km-Rennen von Zeltweg 1966, auch Grosser Preiss von Österreich (500-km-Rennen für Sportwagen), Zeltweg, wurde am 11. September auf dem Flughafen Zeltweg ausgefahren. Es war der 13. und letzte Wertungslauf der Sportwagen-Weltmeisterschaft dieses Jahres.

## Das Rennen
1957 gab es auf dem Gelände des Militärflughafens im steirischen Zeltweg zum ersten Mal eine Motorsportveranstaltung. An einem Rennwochenende wurden Motorrad-, Sportwagen- und ab 1959 auch Monopostorennen ausgefahren. 1963 erhielt das Monopostorennen den Status eines Großen Preises von Österreich und wurde für Formel-2-Wagen ausgeschrieben. Das Rennen gewann Jack Brabham auf einem Brabham BT3. 1964 zählte der Große Preis zur Automobil-Weltmeisterschaft der Formel 1 und endete mit dem Sieg von Lorenzo Bandini im Werks-Ferrari 156 Aero. 1965 war das Hauptrennen des Großen Preises ein Sportwagenlauf, den Jochen Rindt auf einem Ferrari 250LM für sich entschied.
1966 betrug die Distanz 500 Kilometer, was einer Rennzeit von knapp 3 Stunden entsprach. Die Gesamtwertung gewannen Gerhard Mitter und Hans Herrmann auf einem Werks-Porsche 906 vor dem alleinfahrenden Teamkollegen Jo Siffert. Im Ziel hatte das Duo einen Vorsprung von 5,5 Sekunden auf Siffert. Die Drittplatzierten Udo Schütz und Herbert Linge hatten bereits drei Runden Rückstand.

## Ergebnisse

### Schlussklassement
| 1               | S 2.0   | 14 | Porsche System          | Gerhard Mitter Hans Herrmann  | Porsche 906          | 157 |
| 2               | S 2.0   | 12 | Porsche System          | Jo Siffert                    | Porsche 906          | 157 |
| 3               | S 2.0   | 15 | Lufthansa               | Udo Schütz Herbert Linge      | Porsche 906          | 154 |
| 4               | S + 2.0 | 7  | John Downe              | Mike Salmon                   | Ford GT40            | 153 |
| 5               | S 2.0   | 11 | Jo Bonnier              | Joakim Bonnier Sten Axelsson  | Porsche 906          | 152 |
| 6               | S 2.0   | 17 | Ben Pon                 | Gijs van Lennep               | Porsche 906          | 152 |
| 7               | S + 2.0 | 7  | Scuderia Brescia Corse  | Mario Casoni                  | Ford GT40            | 152 |
| 8               | S + 2.0 | 6  | George Drummond         | Mike Parkes                   | Ferrari 250LM        | 151 |
| 9               | S + 2.0 | 1  | Fred English            | Jochen Rindt                  | Ford GT40            | 148 |
| 10              | S + 2.0 | 2  | Bernard White           | Innes Ireland                 | Ford GT40            | 147 |
| 11              | S 1.3   | 28 | Abarth                  | Johannes Ortner               | Abarth 1300 OT       | 138 |
| 12              | S 1.3   | 31 | Scuderia Lufthansa      | Hans-Dieter Dechent           | Abarth 1300 OT       | 130 |
| 13              | S 1.3   | 29 | Abarth                  | Jochen Neerpasch              | Abarth 1300 OT       | 125 |
| Nicht klassiert |         |    |                         |                               |                      |     |
| 14              | S 1.3   | 27 | Abarth                  | Ernst Furtmayr                | Abarth 1300 OT       | 117 |
| 15              | S 2.0   | 22 | Christopher St. Quintin | Christopher St. Quintin       | Lotus Elan           | 113 |
| Ausgefallen     |         |    |                         |                               |                      |     |
| 16              | S + 2.0 | 3  | Nick Cussons            | Mike Spence Nick Cussons      | Ford GT40            |     |
| 17              | S + 2.0 | 4  | David Piper             | David Piper                   | Ferrari 250LM        |     |
| 18              | S + 2.0 | 5  | Bernard White           | David Hobbs                   | Ferrari 250LM        |     |
| 19              | S 2.0   | 16 | Racing Team Holland     | Ben Pon                       | Porsche 906          |     |
| 20              | S 2.0   | 18 | Mike De Udy             | Mike De Udy                   | Porsche 906          |     |
| 21              | S + 2.0 | 21 | Chequered Flag          | Bob Bondurant                 | Shelby Cobra         |     |
| 22              | S + 2.0 | 23 | Chequered Flag          | John Raeburn                  | Shelby Cobra         |     |
| Nicht gestartet |         |    |                         |                               |                      |     |
| 23              | S + 2.0 | 9  | RAR                     | Günther Breyer Gerhard Kramer | Intermeccanica       | 1   |
| 24              | S 2.0   | 24 | Scuderia Sant Ambroeus  | Ottorino Volonterio           | Alfa Romeo Giulia TZ | 2   |
| 25              | S 1.3   | 30 | Abarth                  | Johannes Ortner               | Abarth 1300 OT       | 3   |

1 nicht gestartet
2 nicht gestartet
3 nicht gestartet

### Nur in der Meldeliste
Hier finden sich Teams, Fahrer und Fahrzeuge, die ursprünglich für das Rennen gemeldet waren, aber aus den unterschiedlichsten Gründen daran nicht teilnahmen.
| Pos. | Klasse  | Nr. | Team                     | Fahrer           | Chassis         |
| ---- | ------- | --- | ------------------------ | ---------------- | --------------- |
| 26   | S + 2.0 | 10  | Heinz Meyer              | Heinz Meyer      | Ferrari         |
| 27   | S 2.0   | 19  | Gerhard Koch             | Gerhard Koch     | Porsche 906     |
| 28   | S 2.0   | 20  | Rudi Lins                | Rudi Lins        | Porsche 904 GTS |
| 29   | S 2.0   | 21  | Squadra Tartaruga        | Rico Steinemann  | Lotus Elan      |
| 30   | S 2.0   | 23  | Chris Barber             | John Hine        | Lotus Elan      |
| 31   | S 2.0   | 25  | Ulf Norinder             | Ulf Norinder     | Porsche 906     |
| 32   | S 2.0   | 26  | Tyrol Automobilsportclub | Gernot Mössmer   | Lotus Elan      |
| 33   | S 1.3   | 32  | Anton Fischhaber         | Anton Fischhaber | Abarth 1300 OT  |

### Klassensieger
| Klasse  | Fahrer          | Fahrer        | Fahrzeug       | Platzierung im Gesamtklassement |
| ------- | --------------- | ------------- | -------------- | ------------------------------- |
| S + 2.0 | Mike Salmon     |               | Ford GT40      | Rang 4                          |
| S 2.0   | Gerhard Mitter  | Hans Herrmann | Porsche 906    | Gesamtsieg                      |
| S 1.3   | Johannes Ortner |               | Abarth 1300 OT | Rang 11                         |

### Renndaten
- Gemeldet: 33
- Gestartet: 22
- Gewertet: 13
- Rennklassen: 3
- Zuschauer: unbekannt
- Wetter am Renntag: warm und trocken
- Streckenlänge: 3,200 km
- Fahrzeit des Siegerteams: 3:07:52,550 Stunden
- Gesamtrunden des Siegerteams: 157
- Gesamtdistanz des Siegerteams: 502,400 km
- Siegerschnitt: 160,446 km/h
- Pole Position: Innes Ireland – Ford GT40 (#2) – 1:09,600 = 165,375 km/h
- Schnellste Rennrunde: Joseph Siffert – Porsche 906 (#12) – 1:10,360 = 163,729 km/h
- Rennserie: 13. Lauf zur Sportwagen-Weltmeisterschaft 1966